# Теорема Евкліда
Теорема Евкліда — фундаментальний елемент теорії чисел. Вона стверджує, що для будь-якого скінченного списку простих чисел знайдеться просте число, яке не увійшло до цього списку (тобто існує безліч простих чисел).
Є кілька відомих доведень цієї теореми.

## Доведення Евкліда
Найстаріше відоме доведення цього факту навів Евклід у «Началах» (книга IX, твердження 20). При цьому Евклід не використовує поняття нескінченності, а доводить це твердження в такому формулюванні: простих чисел більше, ніж будь-яка вибрана їх множина.
Евклід доводить це так.
Припустимо, що дано деякий скінченний список простих чисел {\displaystyle a,b,\dots z}. Евклід доводить, що існує просте число, яке не входить до цього списку.
Нехай {\displaystyle P} — найменше спільне кратне цих чисел, {\displaystyle P=a*b*...*z}.
Евклід розглядає число {\displaystyle Q=P+1}. Якщо {\displaystyle Q} — просте, то знайдено просте число, яке не входить до цього списку {\displaystyle {a,b,....z}} (оскільки воно більше від кожного числа зі списку).
Якщо ж {\displaystyle Q} не є простим, то існує деяке просте число {\displaystyle x}, на яке число {\displaystyle Q} ділиться націло. Але {\displaystyle x} не може бути одночасно і дільником {\displaystyle Q}, і елементом списку {\displaystyle {a,b,....z}} оскільки тоді при діленні {\displaystyle Q} на {\displaystyle x} була б остача, не рівна нулю. Отже, існує просте число {\displaystyle x}, яке не входить до жодного (скінченного) списку простих чисел {\displaystyle {a,b,....z}}.
Часто при викладі доведення теореми Евкліда починають із розгляду одразу множини всіх простих чисел (у припущенні, що ця множина містить скінченну кількість елементів), і далі ведуть доведення теореми від супротивного. Хоча таке доведення також можливе, оригінальне міркування Евклід проводить елегантніше — саме для будь-якого скінченного набору простих чисел, і доводить, що має існувати якесь просте число, яке не входить до цього (будь-якого) набору простих чисел.

Коротка форма доведення Евкліда:
|  | Нехай дано скінченний набір простих чисел. Покажемо, що існує просте число, яке не входить до цього набору. Перемножимо числа з цього набору та додамо одиницю. Отримане число не ділиться на жодне число з цього набору, тому що остача від ділення на будь-яке з них дає одиницю. Значить, число має ділитися на просте число, не включене в цей набір. |

### Варіація доведення Евкліда з використанням факторіалу
Інші варіації доведення Евкліда використовують факторіал: n! ділиться на будь-яке ціле від 2 до n, оскільки він є їх добутком. Отже, n! + 1 не ділиться на жодне натуральне число від 2 до n включно (при діленні на будь-яке з цих чисел отримаємо остачу 1). Отже, n! + 1 або є простим, або ділиться на просте число, більше ніж n. У будь-якому випадку ми маємо для будь-якого натурального числа n щонайменше одне просте число, більше від n . Звідси робимо висновок, що простих чисел нескінченно багато.

### Евклідові числа
Деякі пов'язані доведення цієї теореми використовують так звані евклідові числа (послідовність A006862 з Онлайн енциклопедії послідовностей цілих чисел, OEIS): {\displaystyle E_{n}=p_{n}\#+1}, де {\displaystyle p_{n}\#} — добуток перших {\displaystyle n} простих чисел (прайморіал). При цьому, формально кажучи, доведення, яке навів Евклід, не використовує цих чисел. Як сказано вище, Евклід показує, що для будь-якого скінченного набору простих чисел (не обов'язково перших {\displaystyle n} простих чисел) існує просте число, яке не включене в цей набір.

## Доведення Ейлера
Інше доведення, як е запропонував Леонард Ейлер, спирається на основну теорему арифметики, яка стверджує, що будь-яке ціле число має єдиний розклад на прості множники. Якщо позначити через P множину всіх простих чисел, можна записати рівність:
{\displaystyle \prod _{p\in P}{\frac {1}{1-1/p}}=\prod _{p\in P}\sum _{k\geqslant 0}{\frac {1}{p^{k}}}=\sum _{n}{\frac {1}{n}}.}
Перша рівність виходить із формули для геометричного ряду в кожному множнику добутку. Друга рівність виходить перестановкою місцями добутку та суми:
{\displaystyle {\begin{aligned}\prod _{p\in P}\sum _{k\geqslant 0}{\frac {1}{p^{k}}}&=\sum _{k\geqslant 0}{\frac {1}{2^{k}}}\cdot \sum _{k\geqslant 0}{\frac {1}{3^{k}}}\cdot \sum _{k\geqslant 0}{\frac {1}{5^{k}}}\cdot \sum _{k\geqslant 0}{\frac {1}{7^{k}}}\cdots \\[8pt]&=\sum _{k,\ell ,m,n,\cdots \geqslant 0}{\frac {1}{2^{k}3^{\ell }5^{m}7^{n}\cdots }}=\sum _{n}{\frac {1}{n}}\end{aligned}}}
У результаті будь-який добуток простих чисел з'являється у формулі лише один раз, а тоді, відповідно до основної теореми арифметики, сума дорівнює сумі за всіма натуральними числами.
Сума справа є розбіжним гармонічним рядом, так що добуток зліва повинен також бути розбіжним, що неможливо, якщо кількість елементів у множині P скінченна.
З цього доведення Ейлер отримав сильніше твердження, ніж теорема Евкліда, а саме розбіжність суми обернених значень простих чисел.

## Доведення Ердеша
Пал Ердеш надав третє доведення, яке також спирається на основну теорему арифметики. Спочатку звернемо увагу на те, що будь-яке натуральне число n можна подати у вигляді
{\displaystyle rs^{2}} ,
де {\displaystyle r} є вільним від квадратів (не ділиться на жоден повний квадрат). Ми можемо взяти як {\displaystyle s^{2}} найбільший квадрат, який ділить {\displaystyle n}, а тоді {\displaystyle r=n/{s^{2}}}. Тепер припустимо, що є лише скінченна кількість простих чисел та позначимо цю кількість простих чисел буквою {\displaystyle k}. Оскільки кожне просте число може з'явитися в розкладі будь-якого вільного від квадратів числа лише раз, згідно з основною теоремою арифметики, є тільки {\displaystyle 2^{k}} вільних від квадратів чисел.
Тепер зафіксуємо деяке натуральне число {\displaystyle N} і розглянемо натуральні числа між 1 та {\displaystyle N}. Кожне з цих чисел можна записати у вигляді {\displaystyle rs^{2}} де {\displaystyle r} — вільне від квадратів число, а {\displaystyle s^{2}} є квадратом:
(1·1, 2·1, 3·1, 1·4, 5·1, 6·1, 7·1, 2·4, 1·9, 10·1, …)
У списку {\displaystyle N} різних чисел і кожне з них є добутком вільного від квадратів числа на квадрат, що не перевищує {\displaystyle N}. Є {\displaystyle \lfloor {\sqrt {N}}\rfloor } таких квадратів. Тепер утворюємо всі можливі добутки всіх квадратів, що не перевищують {\displaystyle N}, на всі вільні від квадратів числа. Є рівно {\displaystyle 2^{k}\lfloor {\sqrt {N}}\rfloor } таких чисел, всі вони різні і включають усі числа з нашого списку, а можливо, й більше. Отже, {\displaystyle 2^{k}\lfloor {\sqrt {N}}\rfloor \geqslant N}. Тут {\displaystyle \lfloor {x}\rfloor } означає цілу частину.
Оскільки нерівність не виконується для досить великого {\displaystyle N}, простих чисел має бути нескінченно багато.

## Доведення Фюрстенберга
1955 року Гілель Фюрстенберг опублікував нове доведення нескінченності кількості простих чисел, використовуючи топологію точкових множин.

## Деякі свіжі доведення

### Сайдак
2006 року Філіп Сайдак надав таке конструктивне доведення, яке не використовує доведення до абсурду або лему Евкліда (про те, що, якщо просте число p ділить ab, воно має ділити або a, або b).
Оскільки кожне натуральне число ({\displaystyle >1}) має щонайменше один простий множник, а два послідовні числа {\displaystyle n} і {\displaystyle (n+1)} не мають спільного дільника, добуток {\displaystyle n} і {\displaystyle (n+1)} має більше різних простих дільників, ніж саме число {\displaystyle n}. Таким чином, ланцюжок прямокутних чисел:1·2 = 2 {2}, 2·3 = 6 {2, 3}, 6·7 = 42 {2,3, 7}, 42·43 = 1806 {2,3,7, 43}, 1806·1807 = 3263442 {2,3,7,43, 13,139}, · · ·дає послідовність необмежено розширюваних множин простих чисел.

### Пінаско
2009 року Хуан Пабло Піаско запропонував таке доведення.
Нехай {\displaystyle p_{1},\dots ;p_{N}} — найменші {\displaystyle N} простих чисел. Тоді, згідно з принципом включень-виключень, кількість додатних цілих чисел, що не перевищують {\displaystyle x} і діляться на ці прості числа, дорівнює
{\displaystyle {\begin{aligned}1+\sum _{i}\left\lfloor {\frac {x}{p_{i}}}\right\rfloor -\sum _{i<j}\left\lfloor {\frac {x}{p_{i}p_{j}}}\right\rfloor &+\sum _{i<j<k}\left\lfloor {\frac {x}{p_{i}p_{j}p_{k}}}\right\rfloor -\cdots \\&\cdots \pm (-1)^{N+1}\left\lfloor {\frac {x}{p_{1}\cdots p_{N}}}\right\rfloor .\qquad (1)\end{aligned}}}
Поділивши на {\displaystyle x} і спрямувавши {\displaystyle x\to \infty }, маємо
{\displaystyle \sum _{i}{\frac {1}{p_{i}}}-\sum _{i<j}{\frac {1}{p_{i}p_{j}}}+\sum _{i<j<k}{\frac {1}{p_{i}p_{j}p_{k}}}-\cdots \pm (-1)^{N+1}{\frac {1}{p_{1}\cdots p_{N}}}.\qquad (2)}
Це можна переписати як
{\displaystyle 1-\prod _{i=1}^{N}\left(1-{\frac {1}{p_{i}}}\right).\qquad (3)}
Якщо ніяких інших простих чисел, відмінних від {\displaystyle p_{1},\dots ,p_{N}}, не існує, вираз у (1) дорівнює {\displaystyle \lfloor x\rfloor } і вираз (2) дорівнює 1, проте ясно, що вираз (3) одиниці не дорівнює. Таким чином, повинні існувати прості числа, відмінні від {\displaystyle p_{1},\dots ,p_{N}}.

### Ванг
2010 року Джун Хо Пітер Ванг опублікував таке доведення від супротивного. Нехай k — деяке натуральне число. Тоді, згідно з формулою Лежандра
{\displaystyle k!=\prod _{p{\text{ prime}}}p^{f(p,k)}} (добуток за всіма простими числами)
де
{\displaystyle f(p,k)=\left\lfloor {\frac {k}{p}}\right\rfloor +\left\lfloor {\frac {k}{p^{2}}}\right\rfloor +\cdots .}
{\displaystyle f(p,k)<{\frac {k}{p}}+{\frac {k}{p^{2}}}+\cdots ={\frac {k}{p-1}}\leqslant k.}
Але якщо існує тільки скінченна кількість простих чисел,
{\displaystyle \lim _{k\to \infty }{\frac {\left(\prod _{p}p\right)^{k}}{k!}}=0,}
(чисельник дробу зростає експоненційно, тоді як у формулі Стірлінґа знаменник зростає швидше від простої експоненти), що суперечить тому, що для кожного {\displaystyle k} чисельник більший або дорівнює знаменнику.

## Доведення, що використовує ірраціональністьπ{\displaystyle \pi }
Подання формули Лейбніца для {\displaystyle \pi } у вигляді добутку Ейлера дає
{\displaystyle {\frac {\pi }{4}}={\frac {3}{4}}\cdot {\frac {5}{4}}\cdot {\frac {7}{8}}\cdot {\frac {11}{12}}\cdot {\frac {13}{12}}\cdot {\frac {17}{16}}\cdot {\frac {19}{20}}\cdot {\frac {23}{24}}\cdot {\frac {29}{28}}\cdot {\frac {31}{32}}\cdot \cdots }
Чисельниками є непарні прості числа, а кожен знаменник є найближчим до чисельника числом, кратним 4.
Якби простих чисел була скінченна кількість, ця формула дала б для {\displaystyle \pi } раціональне подання, знаменник якого є добутком усіх чисел, що суперечить ірраціональності {\displaystyle \pi }.

## Доведення з використанням теорії інформації
Олександр Шень та інші надали доведення з використанням метод нестисливості та колмогоровську складність: Припустимо, що є тільки {\displaystyle k} простих чисел ({\displaystyle p_{1},\dots ,p_{k}}). Відповідно до основної теореми арифметики, будь-яке натуральне число {\displaystyle n} подаване у вигляді
{\displaystyle n={p_{1}}^{e_{1}}{p_{2}}^{e_{2}}\cdots {p_{k}}^{e_{k}},}
де невід'ємні цілі числа {\displaystyle e_{i}} разом зі списком скінченного розміру простих чисел достатні для реконструкції числа. Оскільки {\displaystyle p_{i}\geqslant 2} для всіх {\displaystyle i}, звідси випливає, що всі {\displaystyle e_{i}\leqslant \log n} (де {\displaystyle \log } означає логарифм за основою 2).
Це дає метод кодування для {\displaystyle n} такого розміру (використовуючи нотацію «O велике»):
{\displaystyle O({\text{prime list size}}+k\log \log n)=O(\log \log n)} біт.
Це значно ефективніше кодування, ніж подання {\displaystyle n} безпосередньо в двійковому коді, яке вимагає {\displaystyle N=O(\log n)} біт. Установлений результат про стиснення без втрат стверджує, що немає алгоритму стиснення без втрат {\displaystyle N} біт інформації у менш ніж {\displaystyle N} біт. Наведене вище подання порушує це твердження, оскільки за досить великих {\displaystyle n} {\displaystyle \log \log n=o(\log n)}.
Отже, простих чисел нескінченно багато.

## Асимптотика розподілу простих чисел
Теорема про розподіл простих чисел стверджує, що кількість простих чисел менших від {\displaystyle n}, що позначається як {\displaystyle \pi (n)}, зростає як {\displaystyle n/\ln(n)}.